# Manasses II van Rethel
Manasses II van Rethel (overleden in 1048) was in de eerste helft van de 11e eeuw graaf van Rethel. Hij behoorde tot het huis Rethel.

## Levensloop
Manasses II was waarschijnlijk de zoon van Manasses I, de eerste graaf van Rethel. 
In de eerste helft van de 11e eeuw bestuurde hij het graafschap Rethel, tot aan zijn dood in 1048. Over zijn regeerperiode is zo goed als niets bekend.
Hij was gehuwd met ene Duda. Die vrouw was waarschijnlijk dezelfde persoon als Judith van Roucy, dochter van graaf Giselbert van Roucy. Ze hadden een zoon Manasses III (overleden in 1081), de volgende graaf van Rethel, en mogelijk ook een dochter Duda, die huwde met hertog Godfried II van Lotharingen.